# Pátria (inno nazionale)
Pátria ("Patria" in lingua portoghese) è l'inno nazionale della Repubblica Democratica di Timor Est. Fu adottato per la prima volta il 28 novembre 1975, quando Timor Est (al tempo colonia portoghese) dichiarò unilateralmente l'indipendenza dal Portogallo, poco prima dell'invasione indonesiana del 7 dicembre.

## Testo originale
Pátria, Pátria, Timor-Leste, nossa Nação.   

Glória ao povo e aos heróis da nossa libertação.

Pátria, Pátria, Timor-Leste, nossa Nação.  

Glória ao povo e aos heróis da nossa libertação.

Vencemos o colonialismo, gritamos:

abaixo o imperialismo. 

Terra livre, povo livre, 

não, não, não à exploração.  

Avante unidos firmes e decididos.

Na luta contra o imperialismo

o inimigo dos povos, até à vitória final.

Pelo caminho da revolução.